# Embaixada de Honduras em Brasília
A Embaixada de Honduras em Brasília é a principal representação diplomática hondurenha no Brasil.  O embaixador atual é Jorge Alberto Milla Reyes, no cargo desde fevereiro de 2020.
A embaixada está instalada em uma casa alugada no Lago Sul.

## Histórico
Brasil e Honduras estabeleceram relações diplomáticas em 1906, com a criação de uma legação, que em 1951 foi elevada à categoria de embaixada. Os países assinaram um acordo básico de cooperação técnica e científica em 1976.

## Serviços
A embaixada realiza os serviços protocolares das representações estrangeiras, como o auxílio aos hondurenhos que moram no Brasil e aos visitantes vindos de Honduras e também para os brasileiros que desejam visitar ou se mudar para o país centro-americano. A embaixada em Brasília é a única opção consular de Honduras no Brasil.
Os dois países mantém pactos de cooperação como o Programa Brasil – Honduras em áreas como saúde e agricultura, e as trocas comerciais entre ambos, ainda que poucas, chegaram a 8,45 milhões de dólares.